# 맥켄지 아레나
맥켄지 아레나(McKenzie Arena)은 미국 테네시주 채터누가에 위치한 실내 경기장이다.